# Schairerita
La schairerita és un mineral de la classe dels sulfats. Anomenat l'any 1941 per William Frederick Foshag en honor de John Frank Schairer (13 d'abril de 1904 Rochester, Nova York - 26 de setembre de 1970, Point-no-Point, Maryland), químic i físic que va estudiar l'equilibri de fase de silicats formadors de roques i roques en sistemes saturats de silici i subsaturats. Durant la Segona Guerra Mundial, Schairer va desenvolupar aliatges que milloraven notablement el rendiment de les armes petites. Schairer va ser president de la Societat Mineralogística d'Amèrica i altres organitzacions professionals importants i va rebre molts premis i reconeixements durant la seva carrera professional.

## Classificació
La schairerita es troba classificada en el grup 7.BD.10 segons la classificació de Nickel-Strunz (7 per a sulfats (selenats, tel·lurats, cromats, molibdats, wolframats); B per a sulfats (selenats, etc.) amb anions addicionals, sense H₂O; i D per a només amb grans cations; el nombre 10 correspon a la posició del mineral dins del grup). En la classificació de Dana el mineral es troba al grup 30.1.9.1 (30 per a sulfats anhidres que contenen grup hidroxil o halogen i 1 per a (AB)m(XO₄)pZq, on m:p>2:1; 9 i 1 corresponen a la posició del mineral dins del grup).

## Característiques
La schairerita és un sulfat de fórmula química Na21(SO₄)₇ClF₆. Cristal·litza en el sistema trigonal. La seva duresa a l'escala de Mohs és 3,5. Lent però completament soluble en aigua.

## Formació i jaciments
S'ha descrit a Searles Lake, San Bernardino Co., California i EUA. Sol trobar-se en dipòsits d'evaporita continental.